# 二硅化钛
二硅化钛（TiSi2）是钛和硅的无机化合物。

## 制备
二硅化钛可以由钛或氢化钛与硅反应制得。
Ti + 2 Si → TiSi2
其他制备方法包括：点燃铝粉、硫、二氧化硅，以及二氧化钛或六氟钛酸钾（K2TiF6）、电解熔融的六氟钛酸钾和二氧化钛，以及四氯化硅与钛反应。
另一个方法是四氯化钛与甲硅烷、二氯硅烷或硅反应。 
TiCl4 + 2 SiH4 → TiSi2 + 4 HCl + 2 H2
TiCl4 + 2 SiH2Cl2 + 2 H2 → TiSi2 + 8 HCl
TiCl4 + 3 Si → TiSi2 + SiCl4